# 今野繁
今野 繁（こんの しげる、1926年（大正15年）11月2日 - 2014年（平成26年）2月13日）は、日本の政治家。福島県相馬市長（6期）。勲等は勲三等瑞宝章。位階は従四位。

## 来歴
福島県相馬郡大野村（現・相馬市）。1941年、大野村立尋常高等小学校卒。卒業後は軍属として中国へ渡る。1944年、北京中学を卒業。1946年、帰国。1951年、大野村農業委員となる。1954年、相馬市教育委員となり、1964年、東部自動車学校社長に就任する。1978年、相馬市長に当選。6期務める。2002年に落選し、引退した。2003年春の叙勲で勲三等瑞宝章を受章。2013年死去。死没日付をもって叙従四位。